# Góry (gromada)
Góry – dawna gromada, czyli najmniejsza jednostka podziału terytorialnego Polskiej Rzeczypospolitej Ludowej w latach 1954–1972.
Gromady, z gromadzkimi radami narodowymi (GRN) jako organami władzy najniższego stopnia na wsi, funkcjonowały od reformy reorganizującej administrację wiejską przeprowadzonej jesienią 1954 do momentu ich zniesienia z dniem 1 stycznia 1973, tym samym wypierając organizację gminną w latach 1954–1972.
Gromadę Góry z siedzibą GRN w Górach utworzono – jako jedną z 8759 gromad na obszarze Polski – w powiecie pińczowskim w woj. kieleckim, na mocy uchwały nr 13h/54 WRN w Kielcach z dnia 29 września 1954. W skład jednostki weszły obszary dotychczasowych gromad Góry, Karolów, Kołków i Polichno oraz wieś Zagajów z dotychczasowej gromady Zagajówek ze zniesionej gminy Góry w tymże powiecie. Dla gromady ustalono 18 członków gromadzkiej rady narodowej.
31 grudnia 1959 do gromady Góry przyłączono wieś Tomaszów wraz z przysiółkiem Kamieniec ze zniesionej gromady Węchadłów.
Gromada przetrwała do końca 1972 roku, czyli do kolejnej reformy gminnej.